# Evile
Evile es una banda de thrash metal originaria de Huddersfield (Reino Unido). Adquirieron fama a nivel mundial gracias a la revista Kerrang! y a su aparición en el videojuego Rock Band con su tema "Thrasher", perteneciente a su primer disco.

## Pre-Evile (Metal Militia) 2000-2004
En el año 2000, Matt Drake, y Ben Carter, se hicieron amigos, debido al amor que compartían por el thrash metal y el heavy metal, así que formaron un grupo de covers de Metallica llamado "Metal Militia". El hermano menor de Matt, Ol Drake, se unió al grupo como guitarra principal, y más tarde, el londinense Mike Alexander, respondiendo así a un anuncio de una tienda de instrumentos local en la que buscaban un bajista influenciado por bandas como Metallica, Slayer, Testament, o Sepultura.

## El Nacimiento de Evile
En 2004, dejaron de tocar covers y dedicaron tiempo a escribir sus propias canciones, y mediante su sello discográfico independiente publicaron dos EP limitados a 250/500 unidades cada uno: All Hallows Eve (2004) y Hell Demo (2006).
Entre 2004 y 2006, hicieron una intensa gira por Reino Unido, y los Países Bajos, teloneando al grupo Exodus. Más tarde firmaron un contrato con la discográfica Earache Records, esta supo del grupo cuando escuchó la demo "Hell's Demo". La discográfica les dio a Evile su primer gran concierto en el Bloodstock Open Air Festival 2006

## Muerte de Mike Alexander
El lunes 5 de octubre de 2009, mientras los británicos se preparaban para su gira europea acompañando a Amon Amarth, su bajista, Mike Alexander, cayó repentinamente enfermo, cuando la banda se encontraba en la localidad sueca de Lulea, falleció poco tiempo después en un hospital local a los 32 años de edad. Según un periódico local, la causa pudo ser algún tipo de hemorragia cerebral.
A continuación podemos leer el comunicado oficial de la banda al respecto, que afirma haber quedado en estado de shock, y han cancelado inmediatamente el resto de la gira:
"Es tan duro encontrar las palabras para expresar completamente cómo nos sentimos. No podemos creer o aceptar lo que ha ocurrido. Un minuto estábamos hablando con nuestro colega, Mike, y al siguiente no podemos volver a hablar con él de nuevo. 
Hay demasiadas cosas pasándonos por la cabeza que queremos decir, hacer y sentir. Aún esperábamos que llegase girando la esquina y nos llamase “carapollas”. No podemos quitárnoslo de la cabeza. 
Nos entristece mucho que haya ocurrido estando lejos de su familia, aunque conociendo a Mike, al menos estamos satisfechos de que estuviera de gira haciendo lo que él amaba. 
No tenemos palabras. Le echamos mucho de menos. Era muy cabezota, un chico muy genuino y bueno que amaba a la música y a su familia. Tenemos muchos recuerdos brillantes con él. 
Nuestros corazones están con su hija, familia y amigos en este trágico y difícil momento. 
Mike es muy querido y le echamos tremendamente de menos. 
Descansa en paz, hermano." GRACIAS ...

## Salida de Ol Drake de la banda
Los primeros días del mes de octubre de 2013, la banda sufre otro duro golpe, ya que, el hermano menor de Matt Drake, el guitarrista principal, Old Drake, decide dejar la banda por motivos personales y por un aparente cansancio -lo que no fue así ya que a principios del 2014 anunció su trabajo en solitario bajo el nombre de "Old Rake" que saldría a mediados de ese mismo año- El comunicado pos-salida fue el siguiente: 
“Ha pasado la mitad de mi vida (15 años) desde que comencé a tocar en una pieza con los otros tres chicos, en un grupo que no sabía que terminaría siendo Evile… Desde 1999 he dedicado mi vida a 100% para la banda, sacrificando cuestiones financieras y personales… He vivido algunos de los mejores momentos de vida en los últimos 15 años y he conocido gente fascinante. He tenido el honor de tocar en eventos que nunca pensé tocar: hacer un tributo a Dimebag [Pantera] con el cover de Cemetery Gates en Metal Hammer; abriendo para Megadeth, Exodus y bandas que crecí oyendo, tocando y grabando con Destruction; girando y visitando lugares en el mundo que nunca pensé ver…
El año pasado, empecé a sentirme un poco alejado de las giras y el estilo de vida en una banda… Llegué a un punto de mi vida donde quiero una familia/hijos, una casa, estar estable… seguir sería incompatible con lo que quiero/necesito…”
El 24 de abril de 2018 la banda anuncio a través de su cuenta oficial de Facebook, el regreso de Ol Drake a la banda como guitarrista líder para la creación del que sería el quinto álbum de la banda.

## Álbumes
Evile hace un thrash metal directo y muy fuerte, plagado de riffs sólidos que encajan en una base rítmica muy rápida.
Su álbum debut, Enter the Grave, fue producido por Flemming Rasmussen (Sweet Silence Studios), en Copenhague (Dinamarca), y editado a nivel mundial en 2007 por Earache Records.
Su segundo álbum, "Infected Nations", fue editado el 21 de septiembre de 2009. Su productor fue Russ Russell. La diferencia más notoria, es que cuenta con un sonido más oscuro que el de su predecesor. Se destaca «Infected Nation», el primero de los nueve temas que posee el álbum que empieza con una introducción en guitarras limpias para luego pasar a un pesado y consistente riff que dirige el curso del resto de la canción. 
En marzo de 2011, revelaron vía Facebook que ya tenían material nuevo para un tercer disco, y que estarían en el estudio desde el mismo mes, grabando. En un principio se supo de una canción llamada «Bitch» y además, que el título del álbum tendría las iniciales FST. Este sería el primer disco que graben junto al nuevo bajista Joel Graham después de la lamentable muerte de Mike Alexander.
La banda, a través de su cuenta oficial en YouTube, mantuvo informados a los fans del proceso de grabación con varios videos en los que se veía al grupo en el estudio y con el productor Russ Russell. A través de la revista Metal Hammer, Evile reveló el nombre de esta última producción: Five Serpent's Teeth (‘Cinco Dientes de Serpiente’ en español).

## Salida de Matt Drake y Nuevo álbum
El 12 de agosto del 2020, la banda anunció que Matt Drake "había renunciado a la banda hace un tiempo" por razones personales, anunciando así la entrada de Adam Smith (guitarrista de RipTide) como guitarrista rítmico mientras que Ol Drake tomaría en puesto de cantante y guitarrista de la banda. En ese mismo mes Evile firmaría un contrato discográfico con Napalm Records y anunciaría el 5.º álbum de estudio de la banda titulado "Hell Unleashed" que sería lanzado el 30 de abril del 2021, siendo acompañado de un videoclip de la canción "Hell Unleashed".
El 9 de octubre de 2021 Evile tocaría un show en Rebellion, Manchester presentando el disco "Enter the Grave" en su totalidad para conmemorar la vida del bajista Mike Alexander. Show donde Matt Drake retomaría su puesto como vocalista en la banda por última vez.

## Miembros
-Old Drake: Voz y Guitarra principal.(2004-2013, 2018-presente)
-Joel Graham: Bajo.(2009-presente)
-Ben Carter: Batería.(2004-presente)
-Adam Smith Guitarra rítmica.(2020-presente)

## Antiguos miembros
-Matt Drake: Voz y Guitarra rítmica.(2004-2020)
-Mike Alexander: Bajo.(Fallecido)(2004-2009)
-Piers Donno-Fuller: Guitarra principal.(2014-2018)

## Band members
Current members
- Ol Drake – lead guitar, backing vocals (2004–2013, 2018–present), lead vocals (2020–present)
- Ben Carter – drums (2004–present)
- Joel Graham – bass, backing vocals (2009–present)
- Adam Smith – rhythm guitar, backing vocals (2020–present)

Former members
- Matt Drake – lead vocals, rhythm guitar (2004–2020; one show in 2021)
- Piers Donno-Fuller – lead guitar, backing vocals (2014–2018)
- Mike Alexander – bass, backing vocals (2004–2009; died 2009)

## Algunos de sus equipamientos
-Matt Drake: Amplificadores Randall, guitarras Jackson KV2 y Jackson RR5, cuerdas Ernie Ball, uñetas Seymour Duncan y Jim Dunlop.
-Ol Drake: Amplificadores Randall, guitarra Bastard V, cuerdas Ernie Ball, uñetas Seymour Duncan y Jim Dunlop.
-Mike Alexander: Amplificadores Hartke, Bajo Silverstone Apocalypse, cuerdas Dunlop.
-Ben Carter: Kit de Mapex Orion, Platillos Zildjian de bronce.

## Discografía

### Demos
- (2004): All Hallows Eve

- (2006): Hell Demo

### Discos de estudio
- (2007): Enter the Grave

- (2009): Infected Nations

- (2011): Five Serpent's Teeth

- (2013): Skull

- (2021): Hell Unleashed
- Datos: Q1382461
- Multimedia: Evile / Q1382461